# Rock ’n’ Roll Highschool
Der Film Rock ’n’ Roll Highschool wurde 1979 in den USA unter der Regie von Allan Arkush, Jerry Zucker und Joe Dante nach dem Drehbuch von Richard Whitley, Russ Dvonch, Joseph McBride, Allan Arkush und Joe Dante gedreht. Er wurde und ist noch immer sehr populär, da die Punkrock-Band Ramones im Film mitspielte und die Filmmusik dazu beisteuerte.

## Handlung
In der Vince Lombardi High School gibt es Probleme: Ein Direktor nach dem anderen wirft das Handtuch, da sich die Schüler eher für Rock ’n’ Roll interessieren als für den Unterricht. Besonders die aufrührerische Schülersprecherin Riff Randell, ein großer Fan der Ramones, sticht dabei hervor. Um die Schüler endlich zu disziplinieren, kommt Miss Evelyn Togar, die Rockmusik verachtet, als neue Direktorin an die Schule. Als sie mit den Eltern der Schüler eine öffentliche Verbrennung von Schallplatten zelebriert, darunter die Ramones-Alben Road to Ruin und Rocket to Russia sowie die Alben Highway 61 Revisited von Bob Dylan, Sticky Fingers von den Rolling Stones und Open Fire von Ronnie Montrose, wird die Schule mit Hilfe der Ramones von den Schülern besetzt. Als die Schule von der Polizei belagert wird und die Schüler daraufhin das Gebäude verlassen, zündet Schülerin Riff Randell eine Explosion – und die Schule geht in Flammen auf.

## Hintergrund
Rock ’n’ Roll Highschool erfreut sich auch lange nach seiner Uraufführung immer noch großer Beliebtheit, vor allem wegen des musikalischen Beitrags der Ramones. Dabei war dieser Film vom Produzenten Roger Corman mit ganz anderer Musik geplant. Ende der 70er Jahre war Disco der angesagte Musikstil, der damals erschienene Kinofilm Saturday Night Fever illustriert dies deutlich. Auch Rock ’n’ Roll Highschool sollte mit Disco-Musik untermalt werden und ursprünglich Disco High heißen. Da dies jedoch nicht mit dem rebellischen Unterton des Filmes in Einklang zu bringen war und der Regisseur des Filmes, Allan Arkush, ein Fan der Ramones war, fiel die Wahl auf sie. Andere Bands, die in Frage kamen, aber verworfen wurden, waren Cheap Trick, Todd Rundgren, Devo und Van Halen.
Gedreht wurde der Film in der stillgelegten Mount Carmel High School in South Los Angeles, Kalifornien, die 1976 geschlossen worden war. Der tatsächliche Abriss der Schule wurde in Form einer Sprengung am Filmende eingebunden. Ein weiterer Drehort war die Mira Costa High School in Manhattan Beach, Kalifornien. Die Konzert-Szenen mit tobendem Publikum wurden mit den Ramones im Dezember 1978 in dem bekannten Musikclub The Roxy in der Stadt West Hollywood aufgenommen. Im sich aus zahlreichen Statisten zusammensetzenden Konzert-Publikum befanden sich Darby Crash, der Sänger der Punk-Rock-Band Germs, und Pat Smear, der Gitarrist der Germs, der ab 1993 kurzzeitiges Mitglied der Grunge-Band Nirvana war. Jene Szenen in der Künstlergarderobe wurden jedoch in dem Musikclub Whisky a Go Go aufgenommen.
In Bezug auf die Hauptrolle der Schülerin Riff Randell hatten sich die Filmemacher für die Schauspielerin P. J. Soles entschieden wegen ihrer überragenden Präsenz als Nebendarstellerin in dem Horrorfilm Halloween – Die Nacht des Grauens von 1978. In der Rolle der strengen Schuldirektorin Evelyn Togar ist die Schauspielerin Mary Woronov zu sehen, die früher der Künstlergruppe um Pop-Art-Mitbegründer Andy Warhol angehörte. Das comichafte Cover-Artwork zum Film, das einem Wimmelbild ähnelt, stammt von dem Illustrator William Stout, der sonst hauptsächlich für seine paläontologischen und Fantasy-beeinflussten Zeichnungen bekannt ist. 1991 erschien eine Fortsetzung des Films namens Rock'n'Roll High School Forever mit Schauspieler Corey Feldman in der Hauptrolle.

## Rezeption
„Als schrille Parodie angelegt, sich jedoch in einem lahmen Klamauk-Potpourri verzettelnd, gelangt der Film nach über 20 Jahren auf den deutschen Video- und DVD-Markt, was weniger seiner Qualität zuzuschreiben ist, sondern der noch immer nicht verebbten 1980er-Jahre-Revival und dem Kultstatus der mitwirkenden "Ramones". So kommen zwar Musikfans reichlich auf ihre Kosten, allen anderen wird jedoch eine belanglose Teenie-Komödie auf Amateurniveau geboten.“

- filmcritic.com; 3,5 von 5 Sternen
- senseofview.de